# بينوزم الأول
كان بينوزم الأول (ينطق أيضا بينچم) كاهن آمون الأكبر في طيبة في مصر القديمة في الفترة من 1070 ق.م حتى 1032 ق.م ، والحاكم الفعلي للوجه القبلي من عام 1054 ق.م ، وكان ابناً للكاهن الأكبر بيعنخي ، ويعتقد علماء المصريات الآن أن تسلسل انتقال كهانة آمون سار من بيعنخي إلي حريحور ثم إلى بينوزم.

## فترة حكمه
وفقا لفرضيات جديدة حول خلافة كهنوت الإله آمون، فإن بينوزم كان صغيرا جدا لخلافة والده في منصب كاهن آمون الأكبر بعد وفاته.  لذلك تدخل حريحور وأخذ المنصب بدلا منه ، وبعد موت حريحور طالب بينوزم بالمنصب لأن والده بيعنخي كان الكاهن الأكبر في يوم يوم من الأيام ، ويدعم هذا التفسير النقوش من معبد خنسو بالكرنك حيث تتبع نقوش بينوزم مرحلة من نقوش حريحور دون تدخل من نقوش بيعنخي على الإطلاق ، وقد استمرت لفترة طويلة حيث تقلد بينوزم الأول منصب كاهن الإله أمون الأكبر ثم في وقت لاحق أصبح ملك طيبة.

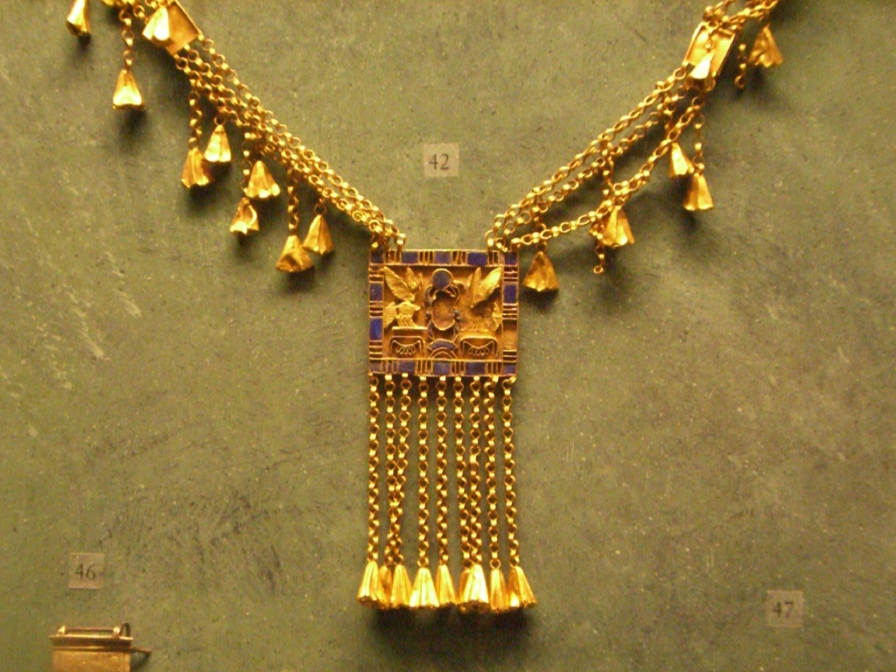
قلادة الكاهن الأكبر بينوزم الأول.

و قد ورث بينوزم السلطتين السياسية والدينية في طيبة ، فقام على تعزيز سيطرته على مصر الوسطى ومصر العليا ، وأكد استقلال مملكته الظاهري عن حكم الأسرة الحادية والعشرين التي يوجد مقرها في تانيس ، وتزوج من دوات حتحور حنت تاوي ، ابنة رمسيس الحادي عشر، لتعزيز علاقاته مع الأسرات القوية في تلك الفترة ، وقد أصبح ابنهما ، بسوسنس الأول، فرعوناً في تانيس، مما أزال الفجوة بين الأسرتين ، وعمليا ، ففي العموم لم يكن ملوك الأسرة الحادية والعشرين وكبار كهنة طيبة  متباعدين لهذه الدرجة سياسيا لأنهم احترموا الاستقلال السياسي لكل منهما.
في حوالي السنة 15 أو 16 من حكم الفرعون سمندس ، نصب بينوزم الأول نصب نفسه فرعوناً على الصعيد (مصر العليا) ، وورث دوره الكهنوتية ابنيه مساهارتا ومن خبر رع ، كما شغلت  ابنته، ماعت كا رع ، منصب زوجة آمون.

## عائلته

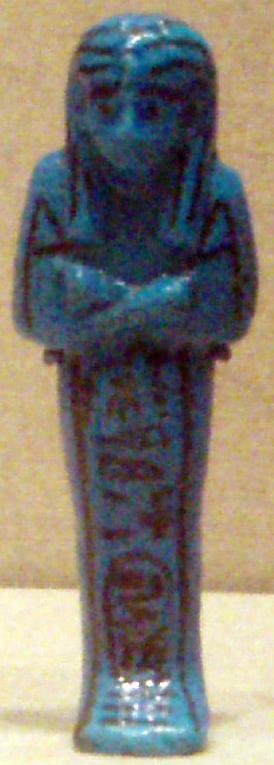
تمثال مجيب (أوشبتي) للكاهن الأكبر بينوزم الأول ، موجود حاليا في متحف بروكلين.

كان لوالديه بيعنخي ونوچميت العديد من الأطفال؛ ويعرف لبينوزم الأول منهم ثلاثة أشقاء (حقا نفر، حقا ماعت، عنخف ان موت) وأخت واحدة (فاي إن موت) ، كما يُعرف له ثلاث من زوجاته : دوات حتحور حنت تاوي (يعني اسمها محبوبة حتحور سيدة الأرضين)، ابنة رمسيس الحادي عشر التي ولدت له  العديد من الأطفال منهم الفرعون بسوسنس الأول ، والزوجة الإلهية لآمون ماعت كا رع  ، والأميرة حنت تاوي وعلى الأرجح أيضاً الملكة موت ان نزمت زوجة بسوسنس.
و الزوجة الثانية تسمى استمخب (است - ام - خب)، مغنية آمون ، وقد ذكرت جنباً إلى جنب مع بينوزم الأول على طوب لبن وجد في منطقة تسمى الحيبان ، أما الزوجة الثالثة المحتمله فتسمى تنتابخنو ، التي ذكرت في بردية ابنتها نوني الجنائزية ، وقد دفنت نوني في طيبة وحملت لقب ابنة الملك، وبالتالي فمن المرجح أن بينوزم كان والدها.
و بخلاف بسوسنس، كان لبينوزم الأول أربعة أبناء آخرين والدتهم مجهولة الهوية، ولكن واحد أو أكثر منهم يجب أن تكون دوات حتحور حنت تاوي أمهم: ماساهارتا، دد خونسوف عنخ، من خبر رع (و كل واحد منهم أصبح فيما بعد كاهنا أعلى للإله آمون) ونسي با نفر حور، الأب الإلهي لآمون ، وقد تم استبدال اسمه باسم أحد أبناء حريحور في معبد خونسو في الكرنك.

## هوامش
1. ↑  John H. Taylor, "Nodjmet, Payankh and Herihor: The Early Twenty-First Dynasty Reconsidered," in Proceeding of the Seventh International Congress of Egyptologists, 3–9 September 1995, ed. C.J. Eyre, Leuven 1998. pp.1143-1155
2. ↑  Arno Egberts, "Hard Times: The Chronology of 'The Report of Wenamun' Revised", Zeitschrift fur Ägyptischen Sprache 125 (1998), pp.93-108
3. ↑  Taylor, p.1148
4. ↑  Aidan Dodson & Dyan Hilton, The Complete Royal Families of Ancient Egypt, Thames & Hudson (2004) ISBN 0-500-05128-3, pp.200-201
5. ↑  Dodson & Hilton, p.200
6. 1 2  Dodson & Hilton, p.206
7. ↑  Dodson & Hilton, p.209
8. ↑  Dodson & Hilton, p.202
9. ↑  Dodson & Hilton, pp.200-201, 205, 206
10. ↑  Dodson & Hilton, p.208

## اقرأ أيضاً
- عصر مصري متأخر
- بسوسنس الأول